# 花月園 (旅館)
花月園（かげつえん）は、静岡県伊豆市の修善寺温泉でかつて旅館として営業した施設。2022年3月末を以って旅館としての営業を終了すると公表し、2022年6月1日からは完全予約制貸しレイアウトとして営業している。

## 概要

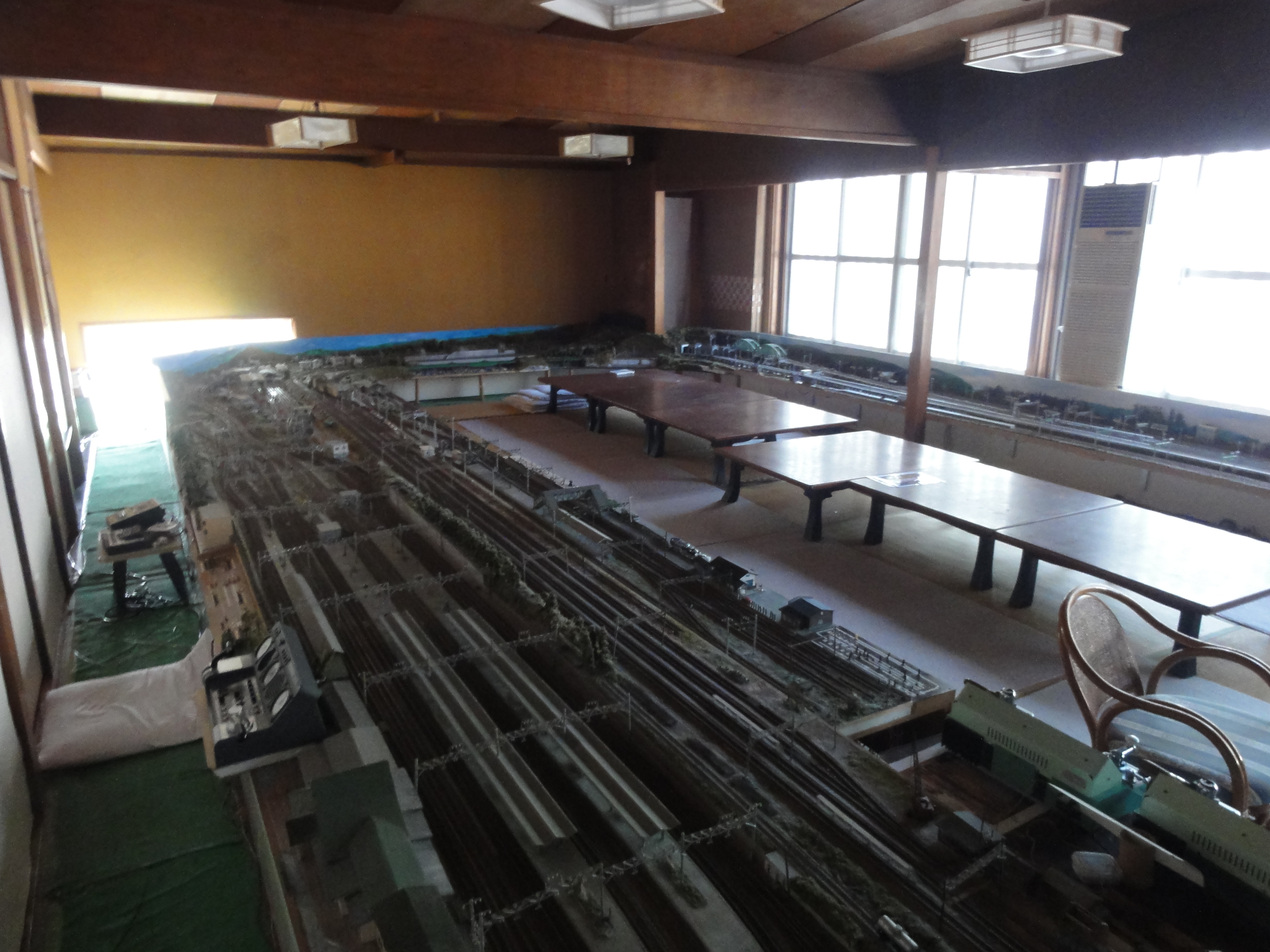
HOゲージのレイアウト

ペット宿泊も可能なごく普通の温泉宿であるが、景気の低迷などから宿泊客も減少していた。社長の三須英二は鉄道マニアであり、稼働率が下がっていた宴会場に鉄道模型の大型レイアウトを設置。これに家族がいい顔をしなかったことから、専門誌に「鉄道模型で思う存分遊べる温泉旅館」として広告を出したところ大きな反響があり、宿泊客はそれ以前の1.5倍に増加、宿泊客の9割を鉄道マニア層が占めるようになった。
1階ロビーにNゲージのレイアウトを、2階の宴会場に24畳もの広大なスペースを使用したHOゲージのレイアウトを設置しており、トンネル部分に壁を使用したり、レールの錆や油汚れ感、ジョイント部分を22センチおきに作り出すなど、細部までこだわっている。宿泊客自身が車両を持ち込んで自由に鉄道模型を運転できる。午後3時のチェックインから午前10時のチェックアウトまでの間、夜明け後ならびに朝食後から午後10時まで無料で運転可能。
2022年3月末を以って旅館としての営業を終了すると公表し、2022年6月1日からは完全予約制貸しレイアウトへ営業形態を移行した。旅館としての営業はなく、客室・お風呂などは使用できない。

## 施設
- 和室：10室[2]
- 温泉：内風呂2ヶ所（男女別）[2]
  - 泉質：アルカリ性単純温泉

## アクセス
- 鉄道
  - 伊豆箱根鉄道駿豆線修善寺駅下車、徒歩で約30分、タクシーで約10分。
- 自動車
  - 東名高速道路沼津インターチェンジより国道136号、静岡県道18号修善寺戸田線（目標物：修禅寺）